# Histoire de Wervicq

Blason de Wervicq-Sud.

Blason de Wervik.

L'histoire de Wervik (Belgique) (également écrit Wervicq en français,) et Wervicq-Sud (Nord) est commune jusqu'au traité d'Aix-la-Chapelle de 1668 et aux traités d'Utrecht de 1713 qui confirment l'utilisation du tracé de la Lys comme frontière séparant la ville en deux parties, mettant fin à la ville unie de Wervicq. Au nord, elle sera propriété de l'Archiduché d'Autriche (actuellement belge); au sud, propriété du Royaume de France. 

## Préhistoire
L'homme s'installe dans la vallée de la Lys dès la Préhistoire. À cette époque, il ne s'agit que de petits foyers de peuplement. Ce sont donc d'abord les Celtes qui se sont installés parmi les premières peuplades connues. Il est probable qu'ils choisirent ce lieu car le passage de la rivière, à l'époque sauvage et marécageuse, était mieux adapté à la traversée et que la proximité d'un petit mont appelé aujourd'hui « la montagne de Wervicq-sud » surplombe la vallée et offrait un lieu de défense stratégique et de refuge adapté en cas d'inondation dues aux crues.

## Époque gallo-romaine
En l'an 58 avant Jésus Christ commença la conquête de la Gaule qui dura 8 ans par le consul Jules César. C'est à cette période que les romains installèrent un camp romain. Ils appelèrent la petite bourgade « Viroviacum », mot issu du gallo-romain dont l'origine celtique, vérôvos veut dire « excellent ». On retrouve d'ailleurs sa trace sur l'itinéraire d'Antonin (IIIe siècle) puis dans la table de Peutinger (IIIe siècle) comme Virovino, puisque la voie romaine de Tournai à Cassel traversait la Lys. Halte de repos entre bases militaires et centres commerciaux, la ville comptait alors à peu près 2 000 habitants. Le bourg est alors assimilé à Viroviacum, relais sur la grande voie romaine reliant Boulogne à Cologne.
Après la longue agonie de l'Empire romain qui subit les invasions incessantes des tribus germaniques s'installant en grande masse en Gaule, Wervicq n'est guère plus évoquée.
On trouve trace de Wervicq, Wervik, Vironimo ou Viroviacum sur les cartes romaines car elle se trouvait sur la voie romaine menant de Cassel (Castellum Menapiorum) à Tournai (Turnaco).

## Moyen Âge
En 1070, la comtesse Richilde de Hainaut a complètement dévasté la ville au cours de la guerre civile qui oppose la régente à Robert le Frison et qui ne tarde pas à ravager le comté de Flandre. Il faut encore attendre 1090 pour retrouver trace de Wervicq dans les écrits de l’archevêque de Tournai. 
Les temps médiévaux apportèrent de la prospérité dans l'industrie du lin, du drap et des draperies. L’histoire du tissage à Wervicq comme chez sa voisine, Comines, remonte au XIIe siècle. Vers 1150, lorsque des drapiers en surnombre à Ypres, investissent la vallée de la Lys, ils y trouvent notamment, une voie de communication les reliant aux grandes villes de l’époque (Ypres et Lille). La ville s’enrichit et le célèbre chroniqueur, Froissart, la décrit comme « une grosse ville avec hostels tous plains de draps, de pennes, d’or et d’argent ».
Très vite, à Wervicq comme à Comines et Menin, la qualité des produits est reconnue et valorisée sur les marchés, notamment via une compagnie italienne : les Datini. Wervicq est alors un arrière fief de la seigneurie de Comines et retrouve son lustre passé grâce au développement de sa draperie qui devient un produit très recherché à cette période.
On l'expédie sur tous les autres continents connus à cette époque. La ville s’enrichit et le célèbre chroniqueur Froissart la décrit comme « une grosse ville avec hostels tous plains de draps, de pennes, d’or et d’argent ».
L'église Saint-Medard, érigée à cette époque, est l'une des plus grandes églises de la province de Flandre-Occidentale en différents styles (roman, gothique.).
La ville est cependant victime de terribles incendies en 1116, 1206 et en 1382.
En 1327, la ville est assiégée par les troupes de Philippe de Valois et partiellement détruite.
Plus tard, dans le conflit qui oppose Charles VI de France aux insurgés flamands, Wervicq est en 1382, un avant-poste de l'armée de Philippe van Artevelde lors de la bataille de Roosebeke. La rébellion ayant échoué, la cité est livrée au pillage et réduite en cendres. L'église Saint Médard est complètement reconstruite.
Elle ne fut pas encore entièrement rebattit qu'un feu immense détruisit  vers 1400 suivit d'un autre en 1460.
Toutefois, au XIVe siècle par l'octroi de chartes de draperie par Louis Ier de Flandre et Louis II de Flandre, la ville connaît un nouvel essor dans le commerce de draps.
Le début du XVe siècle est difficile pour la ville: Elle doit faire face à des épidémies de peste, des guerres et de nombreux pillages entre 1419 et 1436. La draperie, à la suite des départs des financiers italiens, périclite. L'industrie drapière étant frappée par la crise, c'est la culture du tabac qui donne à ce moment-là, une grande renommée à Wervicq.
Jusqu'en 1527, la ville dépend des comtes de Flandre. Le traité de Madrid la fait passer sous la souveraineté du Saint Empire. Elle adhère au XVIe siècle à de nouvelles idées sociales et religieuses, notamment sous l’influence des Gueux. À la suite de cela, La ville est complètement détruite en 1578 lors de la guerre des mécontents. Au début du XVIIe siècle, il reste moins de 1 000 habitants.

## Époque moderne

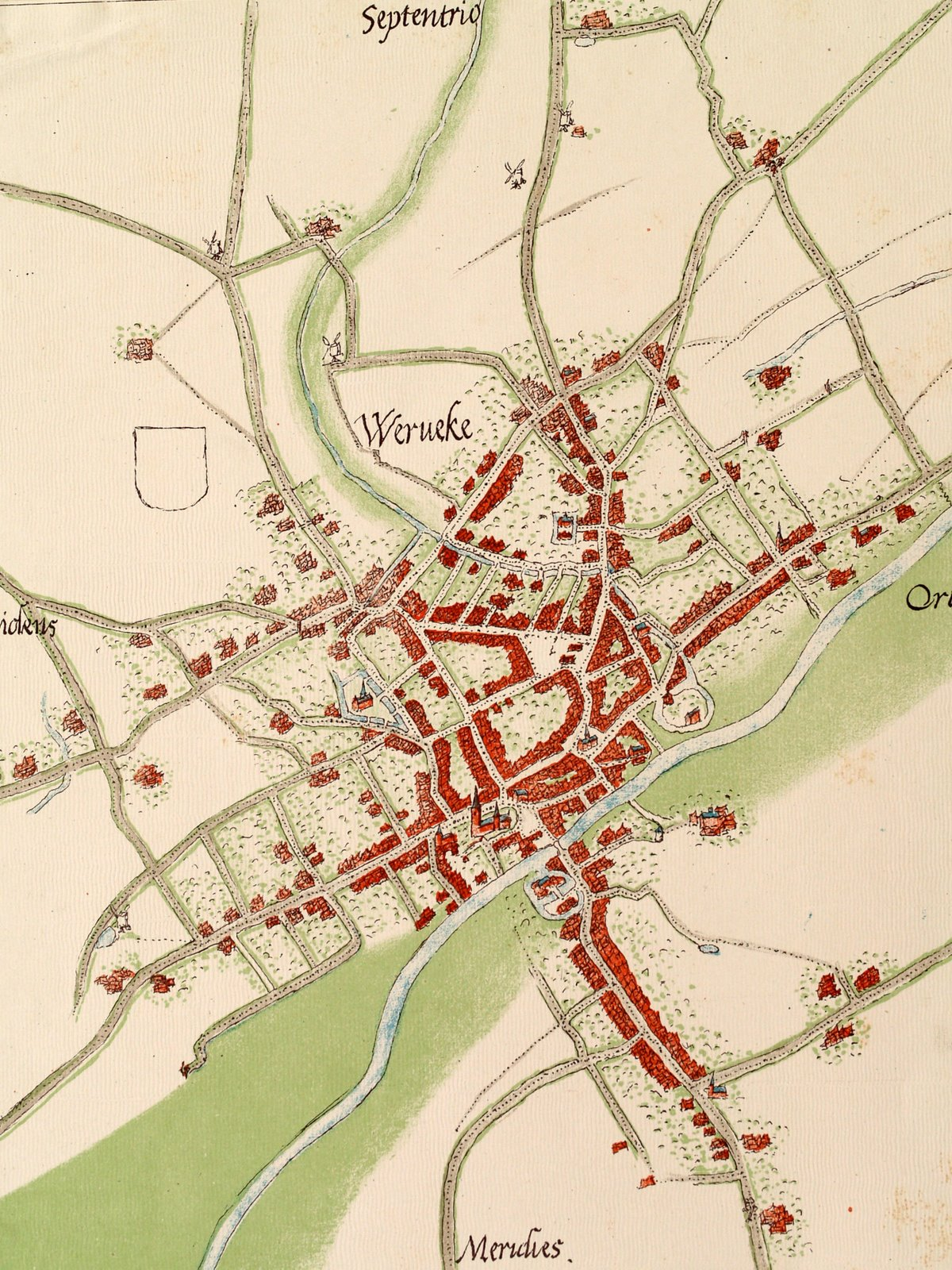
Plan de Wervicq en 1559

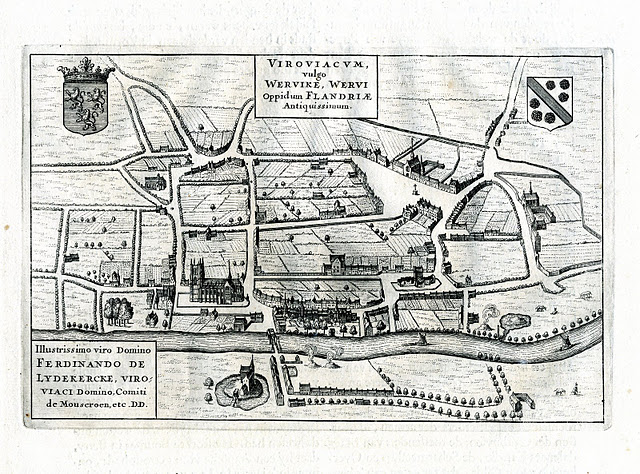
Plan de Wervicq en 1649

Au milieu du XVIe siècle, Wervicq vit une période d'accalmie mais sa prospérité décline.
Les ducs de Bourgogne de la Maison de Valois incorporent progressivement le comté de Flandres au sein d'un vaste ensemble qui regroupe bientôt tous les « bas pays au bord de la mer. »
Puis, Charles Quint, natif de Gand, hérite des ambitions bourguignonnes et fédère une Flandre déclinante aux Dix-Sept Provinces, en 1548. Le comté est ainsi formellement rattaché au Saint-Empire.
Dans la vallée de la Lys, les malheurs du siècle précédent ont fait naître de nouvelles idées sociales et religieuses, comme les doctrines de Luther et Calvin, qui trouvent, sous l’influence des Gueux, une terre favorable.
Cette audace vaut aux cités une répression sanglante : Elle est marquée par une vague d’exécutions, menée au nom du roi d’Espagne de 1566 à 1573, puis, par la destruction de Wervicq lors de la guerre des mécontents en 1578 : la ville est dévastée par le feu et la population est obligée de se sauver.
Les guerres d’annexion de Louis XIV au XVIIe siècle font subir de nouveaux aléas à l’agglomération. C’est également à la suite des conquêtes du roi de France que la Lys va devenir une frontière naturelle entre parties Nord et Sud.
Avant ces évènements, alors que le comté de Flandre appartient encore aux Pays-Bas espagnols, Wervicq-Nord est rattachée à la châtellenie d’Ypres et Wervicq-Sud à la châtellenie de Lille. Mais les deux Wervicq ne forment qu’une seule cité.
Ce n'est que bien plus tard que les villes jumelles sont séparées, trois traités vont sceller leur sort :
- En 1668, le traité d'Aix-la-Chapelle conclu par Louis XIV  cède les territoires au Nord de la rivière, à l'Espagne rattachant la partie sud, à la France. La partie Nord est toutefois, brièvement rattachée à la France, par le traité de Nimègue, en 1678.
- En 1713, le traité d'Utrecht entérine la division de la commune. La partie Nord se retrouve sous influence autrichienne de Charles VI et suivra le sort des provinces belges, la partie Sud sous influence française est rattachée à la Flandres maritime et correspond au début de l’entité Wervicq-Sud. Le découpage territorial actuel institué par la Constituante en 1790 est définitivement fixé par le traité de Courtrai du 28 mars 1820.

Durant ce même siècle, le textile tend à disparaître au détriment de la culture du tabac développée, comme le veut la légende, par le Wervicquois le plus célèbre : Jehan Van d’Helle.

## Époque contemporaine
Lorsqu'en 1789, arrive la Révolution Française, Wervicq et Wervicq-Sud deviennent de véritable communes indépendantes mais Wervicq-Sud demeure religieusement dépendante du diocèse de Tournai. En 1802, elle relève du diocèse de Cambrai puis de Lille à partir de 1913.

### Première guerre mondiale
Les deux communes sont prises par les Allemands. N'étant pas loin du front, plusieurs fois exposées aux bombardements, Wervicq est évacuée en mai 1917 avant d’être totalement détruite lors des combats entre les Anglais et les Allemands.
Après ces années d'occupation, les troupes britanniques, belges et françaises libèrent la commune le 17 octobre 1918. À l'armistice, la reconstruction se fait difficilement et la population ne revient qu’au compte-gouttes.

### Époque actuelle
En 2018, les deux villes fêtent leurs 2050 ans d'existence en inaugurant un nouveau pont.